# 620
El 620 (DCXX) fou un any de traspàs començat en dimarts del calendari julià.

## Esdeveniments
- Viatge nocturn de Mahoma, segons la fe musulmana.[1]